# فياتشيسلاف سامويلنكو
فياتشيسلاف سامويلنكو (بالأوكرانية: Самойленко В'ячеслав Юрійович)‏ هو لاعب كرة قدم أوكراني في مركز الوسط، ولد في 8 سبتمبر 1992 في كروبيفنيتسكي في أوكرانيا. لعب مع نادي هبوعيل القدس.

## وصلات خارجية
- فياتشيسلاف سامويلنكو على موقع اتحاد أوكرانيا (الإنجليزية)
- فياتشيسلاف سامويلنكو على موقع قاعدة بيانات كرة القدم.إي يو (الإنجليزية)
- فياتشيسلاف سامويلنكو على موقع Soccerway.com (الإنجليزية)